# Louis Siquet
Ne doit pas être confondu avec Louis C.K..
 (juin 2016).
Si vous disposez d'ouvrages ou d'articles de référence ou si vous connaissez des sites web de qualité traitant du thème abordé ici, merci de compléter l'article en donnant les références utiles à sa vérifiabilité et en les liant à la section « Notes et références ».
Louis Siquet, né le 9 août 1946 à Büllingen est un homme politique belge germanophone, membre du SP.

## Biographie
Il a une formation administrative en droit social. Il fut travailleur social et chef de service.

## Fonctions politiques
- 1999-2004 et
- 2010-2014: sénateur de communauté
  - membre du parlement du Benelux
- 1997-2015: membre du parlement germanophone.
  - président du parlement (2004-2010)